# Daan van Sintmaartensdijk
Daan van Sintmaartensdijk (* 11. Juni 1998 in Zuidland) ist ein niederländischer Radrennfahrer.

## Sportlicher Werdegang
Nach seinem nationalen Titel im Straßenrennen der Junioren wurde van Sintmaartensdijk zur Saison 2018 Mitglied im niederländischen UCI Continental Team Alecto Cycling. Hier war er zunächst auf nationaler Ebene erfolgreich, so gewann er 2018 den Omloop der Kempen. Nach Auflösung des Teams Ende der Saison 2019 wechselte van Sintmaartensdijk zum VolkerWessels Cyclingteam. Nachdem er 2021 als Zweiter bei der PWZ Zuidenveld Tour noch knapp seinen ersten Sieg bei einem UCI-Rennen verpasst hatte, folgte dieser in der Saison 2022 mit dem Gewinn der ersten Etappe des Flèche du Sud, die er im Massensprint für sich entschied. Mit dem Gewinn des zweiten Teilabschnittes der Course Cycliste de Solidarność et des Champions Olympiques und der zweiten Etappe der Okolo Jižních Čech konnte er zwei weitere Siege seinem Palmarès hinzufügen.
Nach vier Jahren im VolkerWessels Cyclingteam wechselte van Sintmaartensdijk zur Saison 2024 zum Team BEAT Cycling. in seiner ersten Saison blieb er international ohne zählbaren Erfolg, im Rahmen des nationalen Kalenders gewann er die Wielerronde van Zuidland.

## Familie
Daan van Sintmaartensdijk ist der ältere Bruder des Radrennfahrers Roel van Sintmaartensdijk.

## Erfolge
2019
- niederländischer Meister – Straßenrennen (Junioren)

2022
- eine Etappe Flèche du Sud

2023
- eine Etappe Course Cycliste de Solidarność et des Champions Olympiques
- eine Etappe Okolo Jižních Čech